# Schultesianthus crosbianus
Schultesianthus crosbianus är en potatisväxtart som först beskrevs av D'arcy, och fick sitt nu gällande namn av Sandra Diane Knapp. Schultesianthus crosbianus ingår i släktet Schultesianthus och familjen potatisväxter. Inga underarter finns listade i Catalogue of Life.